# Atlantic (motorfiets)
Atlantic is een historisch Frans merk van motorfietsen.
De bedrijfsnaam was: Ets. Besse, Aix-en-Provence.
Ets. Besse was maar een kleine fabriek, maar door inbouwmotoren toe te passen kon men tussen 1929 en 1932 toch een vrij groot scala van modellen presenteren. Die werden aangedreven door 98cc-Chaise-motoren en 347- en 497cc-Blackburne-blokken.